# Stray Sheep
STRAY SHEEP là album thứ năm của Kenshi Yonezu, được phát hành vào ngày 5 tháng 8 năm 2020. Tên của album được lấy cảm hứng từ New Testament. Bài hát "Kanden" đã được sử dụng làm bài hát chủ đề của bộ phim truyền hình hài MIU404. Album đã bán được hơn 879.000 bản trong tuần đầu tiên ra mắt, đứng đầu Bảng xếp hạng Oricon Albums Chart. Đây là album bán chạy nhất năm 2020 tại Nhật Bản theo Billboard Japan và Oricon. Họ đã tính toán rằng album đã bán được 1.970.930 bản tại Nhật Bản vào cuối năm 2020, tính cả các đĩa CD, vinyls, lượt tải xuống và lượng phát trực tuyến cộng lại.
Theo Liên đoàn Quốc tế Công nghiệp Máy ghi âm (IFPI), STRAY SHEEP là album bán chạy thứ ba thế giới trong năm 2020, với hơn hai triệu bản được bán ra.

## Phát hành
STRAY SHEEP được phát hành trên toàn thế giới vào ngày 5 tháng 8 năm 2020. Album đã được bán ở Hàn Quốc và Đài Loan vào ngày 16 tháng 10 năm 2020.

## Các đĩa đơn
"Lemon" là đĩa đơn đầu tiên của album và được phát hành vào ngày 27 tháng 2 năm 2018. Nó được dùng làm bài hát chủ đề cho TV drama Unnatural của đài TBS. "Spirits of the Sea (Umi no Yuurei)" đã được chọn làm bài hát chủ đề của phim hoạt hình Children of the Sea. "Paprika" là bài hát đại diện cho Thế vận hội Mùa hè 2020 được tổ chức tại Nhật Bản. "Uma to Shika" là bài hát chủ đề của bộ phim truyền hình No Side Manager.

## Hiệu suất thương mại
Bài hát "Kanden" được phát hành trên YouTube vào ngày 10 tháng 7 năm 2020 và đạt 10 triệu lượt xem trong bốn ngày, phá vỡ kỷ lục của chính anh. Album cũng đã bán được một triệu bản trong vòng 10 ngày. Bên cạnh đó, album đạt vị trí số một trong danh mục J-Pop tại hơn 30 quốc gia trong Bảng xếp hạng iTunes và đạt vị trí số một tại 54 quốc gia theo Bảng xếp hạng J-Pop Apple Music Albums. Và đứng đầu 20 danh mục Tất cả các thể loại ở 22 Quốc gia / Khu vực, 6 trong số đó đạt vị trí Số một.

## Danh sách bài hát
Tất cả các ca khúc được viết bởi Kenshi Yonezu.
| Stray Sheep track listing | Stray Sheep track listing              | Stray Sheep track listing |
| STT                       | Nhan đề                                | Thời lượng                |
| ------------------------- | -------------------------------------- | ------------------------- |
| 1.                        | "Campanella" (カムパネルラ)            | 3:55                      |
| 2.                        | "Flamingo"                             | 3:16                      |
| 3.                        | "Kanden" (感電)                        | 4:24                      |
| 4.                        | "PLACEBO" (feat. Yojiro Noda)          | 4:00                      |
| 5.                        | "Paprika" (パプリカ)                   | 3:22                      |
| 6.                        | "Uma to Shika" (馬と鹿)                | 4:25                      |
| 7.                        | "Yasashii Hito" (優しい人)             | 3:28                      |
| 8.                        | "Lemon"                                | 4:15                      |
| 9.                        | "Machigai Sagashi" (feat. Suda Masaki) | 4:27                      |
| 10.                       | "Himawari" (ひまわり)                  | 4:02                      |
| 11.                       | "Stray Sheep" (迷える羊)               | 3:46                      |
| 12.                       | "Décolleté"                            | 3:29                      |
| 13.                       | "Teenage Riot"                         | 3:45                      |
| 14.                       | "Spirits of the Sea" (海の幽霊)        | 3:54                      |
| 15.                       | "Canary" (カナリヤ)                    | 4:58                      |
| Tổng thời lượng:          | Tổng thời lượng:                       | 59:26                     |

## Bảng xếp hạng

### Bảng xếp hạng tuần
| Bảng xếp hạng (2020)               | Hạng cao nhất |
| ---------------------------------- | ------------- |
| Japan Hot Albums (Billboard Japan) | 1             |
| 1                                  | 1             |

### Bảng xếp hạng cuối năm
| Bảng xếp hạng (2020)               | Thứ hạng |
| ---------------------------------- | -------- |
| Japan Hot Albums (Billboard Japan) | 1        |
| Japanese Albums (Oricon)           | 1        |

## Chứng nhận và doanh số bán hàng
| Quốc gia                                  | Chứng nhận | Số đơn vị/doanh số chứng nhận |
| ----------------------------------------- | ---------- | ----------------------------- |
| Nhật Bản (RIAJ) digital sales             | Gold       | 1,000,000 (Ước tính)          |
| Tổng hợp                                  |            |                               |
| Toàn thế giới                             | —          | 2,000,000                     |
| ^ Chứng nhận dựa theo doanh số nhập hàng. |            |                               |